# Армо I (Ређо ди Калабрија)
Армо I је насеље у Италији у округу Ређо ди Калабрија, региону Калабрија.
Према процени из 2011. у насељу је живело 15 становника. Насеље се налази на надморској висини од 241 м.